# SG Aumund-Vegesack
Sportgemeinschaft Aumund-Vegesack von 1892 e. V. é uma agremiação esportiva alemã, fundada em 1892, na zona norte de Bremen.
Foi estabelecida em algum momento de 1892 como Spiel und-Sport Blumenthal e, a 11 de maio de 1912, foi renomeada Fußballverein Blumenthal. Parte dos membros formaram o Blumenthaler Sportverein a 6 de junho de 1919, enquanto no final do ano, os que permaneceram em parceria com o Sportverein Vegesack, criaram o Spielvereinigung Aumund-Vegesack. O SpVgg foi, por sua vez, acompanhado pelo Vegesack em 1929. Atualmente a associação poliesportiva tem uma adesão de 2.000 membros, incluindo 400 futebolistas.

## História
Após a Segunda Guerra Mundial, as autoridades de ocupação aliadas dissolveram a maioria das organizações no país, incluindo  as esportivas. Muitos foram logo reformuladas e, em 1946, o SpVgg Aumund-Vegesack retomou suas atividades na Amateurliga Bremen (II), pela qual conquistou boas campanhas ao longo das temporadas seguintes. Em 1953, adotou o nome atual e após um 15º lugar na temporada 1955-1956 caiu para o nível local de concorrência menor. O SG atualmente joga na Bremen-Liga (V).